# التسلسل الزمني لتاريخ السعودية
هذه الصفحة عن التسلسل الزمني لتاريخ المملكة العربية السعودية توضح المستوطنات والحضارات البشرية والدول وأهم الأحداث في عصر ما قبل التاريخ في الفترة مابين العصر الحجري والعصر البرونزي والعصر الحديدي، وأيضًا في العصور الحديثة نسبيًا مابين 5000 ق.م حتى الوقت الراهن. 

## القرن 10000 قبل الميلاد
| السنة         | التاريخ     | الحدث |
| ------------- | ----------- | --- |
| 1,000,000 ق.م | الباليوليشي | مستوطنة الشويحطية يعود تاريخها إلى العصر الحجري القديم، تعد أقدم مستوطنة بشرية في شبه الجزيرة العربية وقد يكون في العالم. |

## القرن 3000 قبل الميلاد
| السنة               | التاريخ | الحدث                                                                                              |
| ------------------- | ------- | -------------------------------------------------------------------------------------------------- |
| 200000 - 300000 ق.م |         | مستوطنة صفاقة يعود تاريخها إلى العصر الحجري القديم، تعد واحدة من أقدم المستوطنات البشرية في الأرض. |

## القرن 100 ق.م
| السنة            | التاريخ             | الحدث |
| ---------------- | ------------------- | --- |
| 9000 - 10000 ق.م | العصر الحجري الحديث | حضارة المقر حضارة قديمة يتجاوز عمرها 9000 سنة قبل الميلاد؛ وقد اكتشف فيها بقايا آدمية وأوان صناعية وعثر بالموقع على تماثيل لحيوانات متعددة استأنسها الإنسان الذي عاش في هذا الموقع، واستخدم بعضها الآخر في نشاطاته وحياته اليومية، ومن هذه الحيوانات الخيل والضأن والماعز والنعام وكلاب سلوقية والصقر والسمك. . |

## القرن 30 ق.م
| السنة           | التاريخ        | الحدث |
| --------------- | -------------- | --- |
| 2000 - 3000 ق.م | العصر البرونزي | حضارة ثمود؛ تعد مدائن صالح وتعرف أيضاً باسم مدينة الحجر وتقع في محافظة العلا وتستمد شهرتها من موقعها ضمن طريق التجارة القديم وقصة ثمود التي ذكرها الله في القرآن. سكن المدينة أيضاً اللحيانيون مؤسسوا مملكة لحيان ثم احتلها الأنباط فأصبحت تابعة لمملكة الأنباط. |

## القرن 28 ق.م
| السنة    | التاريخ        | الحدث |
| -------- | -------------- | --- |
| 2800 ق.م | العصر البرونزي | حضارة دلمون؛ هي حضارة قامت في جزيرة البحرين وشرق الجزيرة العربية وعرفها السومريون بأرض الفردوس وأرض الخلود والحياة، من أهم ماعثر عليه فيها أكبر مقبرة تاريخية اكتشفت في العالم حتى الآن، تسمى مقبرة عالي. |

## القرن 7 ق.م
| السنة   | التاريخ       | الحدث |
| ------- | ------------- | --- |
| 750 ق.م | العصر الحديدي | مملكة قيدار مملكة ادوماتو أو مملكة قيدار هي مملكة عربية قديمة يعود أقدم ذكر لها إلى عهد تغلث فلاسر الثالث ملك آشور (745 قبل الميلاد ~ 727 قبل الميلاد)، في شاهد وضع لتسجيل أسماء الملوك الذين دفعوا الإتاوة للدولة الآشورية. يختلف الباحثون على وجود هذه المملكة أم أنها ببساطة مملكة دومة الجندل لإيرداهم اللفظ ادوماتو وهو الاسم الآشوري لدومة الجندل. |

## القرن 3 ق.م
| السنة         | التاريخ       | الحدث |
| ------------- | ------------- | --- |
| 200 - 300 ق.م | العصر الحديدي | (مملكة لحيان) اتخذ أهل لحيان مدينة «العلا» عاصمة لمملكتهم، التي تم إنشاؤها بين القرنين الثالث والرابع قبل الميلاد، بعد نزوحهم من مكة واستقر بهم المقام في تيماء ووادي القُرى، الذي يُعْرف اليوم بـ «العلا» في شمال الجزيرة. |

## القرن 2 ق.م
| السنة   | التاريخ       | الحدث |
| ------- | ------------- | --- |
| 169 ق.م | العصر الحديدي | مملكة الأنباط لقد كان الأنباط يطلقون على أنفسهم اسم (النبط) وهم قبائل عربية بدوية كانت تنتشر في سيناء والنقب منذ القرن السادس قبل الميلاد وفي القرن الثاني قبل الميلاد احتلوا مناطق الإدوميين في الأردن وأخضعوهم وأقاموا مملكة الأنباط وجعلوا سلع (الرقيم) عاصمتهم، وكذلك تمكنوا من إخضاع عدة شعوب أخرى كالآراميين والكنعانيين والقيداريين والعمونيون والمدينيين في المنطقة الممتدة بين دمشق وسيناء. وتمددوا لمنطقة العلا واتخذوا من الحجر (مدائن صالح) مدافن لأثرياءهم وسادة القوم والمسؤولين النبطيين. |

## القرن 6 م
| السنة     | التاريخ       | الحدث |
| --------- | ------------- | --- |
| 600-700 م | العصر الحديدي | العصر النبوي:يشير هذا المصطلح الدولة الإسلامية الأولى في الفترة الواقعة بين بعثة محمد بن عبد الله رسول الإسلام ووفاته (610–632). - اشرقت شمس الإسلام في مكة عام 610م. - هاجر النبي ﷺ والمؤمنين من مكة إلى المدينة المنورة عام 620م وتم تأسيس الدولة الإسلامية الأولى منها. - تم فتح مكة وتمام أمر المسلمين وإعلاء كلمة لا إله إلا الله في أرض العرب عام 630م. الخلافة الراشدة: عند وفاة الرسول ﷺ يوم الاثنين 12 ربيع الأوَّل سنة 11هـ. - قامت دولة الخلفاء الراشدين على منهاج النبوة. - انتهت دولة الخلافة بعد حكم أخر الخلفاء الراشدين علي بن أبي طالب رضي الله عنه في عام 661 م. الدولة الأموية: عند انتهاء دولة الخلفاء الراشدين قامت الدولة الأموية عام 662 م. |

## القرن 7 م
| السنة | التاريخ       | الحدث                                                                      |
| ----- | ------------- | -------------------------------------------------------------------------- |
| 750 م | العصر الحديدي | الدولة العباسية بعد سقوط الدولة الأموية قامت الدولة العباسية في عام 750 م. |

## القرن 9 م
| السنة | التاريخ       | الحدث |
| ----- | ------------- | --- |
| 909 م | العصر الحديدي | الدولة الفاطمية عند تداعي قوى الدولة العباسية ظهرت الدولة الفاطمية على الساحه واكتمل تثبيت حكمهم في عام 909 م. |

## القرن 11 م
| السنة  | التاريخ       | الحدث |
| ------ | ------------- | --- |
| 1174 م | العصر الحديدي | الدولة الأيوبية نسبةً لصلاح الدين الأيوبي نشأت الدولة الأيوبية في عام1174 م. - في عهد القائد صلاح الدين تم استرجاع القدس لأيدي المسلمين. |

## القرن 12 م
| السنة        | التاريخ       | الحدث |
| ------------ | ------------- | --- |
| 1200 -1300 م | العصر الحديدي | دولة المماليك: هي إحدى الدُول الإسلاميَّة التي قامت في مصر خِلال أواخر العصر العبَّاسي الثالث، وامتدَّت حُدُودها لاحقًا لِتشمل الشَّام والحجاز، ودام مُلكُها مُنذُ سُقُوط الدولة الأيوبيَّة سنة 648هـ المُوافقة لِسنة 1250م. - في عهدهم تم إيقاف المد المغولي(التتاري) تجاه بلاد المسلمين في معركة عين جالوت ؛ الحق التتار الهمج بالمسلمين خسائر فادحة ومذابح عظيمة كان أبرزها محرقة مكتبة بغداد أكبر مكتبة على وجه الأرض حينذاك. الدولة العثمانية: نشئت في عام 1299 م، وأستقر الأمر لهم بإسقاطهم لدولة المماليك في مصر والحجاز والشام في عام 1517 م. |

## القرن 18 م
| السنة  | التاريخ       | الحدث |
| ------ | ------------- | --- |
| 1744 م | العصر الحديدي | الدولة السعودية الأولى تأسست في وسط شبه الجزيرة العربية سنة 1744م، أسسها محمد بن سعود آل مقرن أمير الدرعية والذي اتخذها عاصمة لدولته، انتهت سنة 1818م على يد الجيش العثماني. |

## القرن 19 م
| السنة       | التاريخ       | الحدث |
| ----------- | ------------- | --- |
| 1800-1900 م | العصر الحديدي | الدولة السعودية الثانية: هي الدولة التي أنشأها تركي بن عبد الله بن محمد آل سعود بعد سقوط الدولة السعودية الأولى في سنة (1233هـ - 1818م). إمارة آل عائض:هي دولة تأسست عام 1834 ميلادي في جنوب الحجاز على يد عائض بن مرعي. إمارة آل رشيد: هي دولة تأسست عام 1834 في نجد بمدينة حائل (شمال وسط الجزيرة العربية)، على يد كلٌّ من عبد الله العلي الرشيد وأخيه عبيد العلي الرشيد. |

## القرن 20 م
| السنة  | التاريخ       | الحدث |
| ------ | ------------- | --- |
| 1900 م | العصر الحديدي | مملكة الحجاز: هي مملكة أسسها الهاشميون بعد نجاح الثورة العربية الكبرى في عام 1916م ضد الدولة العثمانية. الدولة السعودية الثالثة: هي وريثة الدولتين السعوديتين: الأولى والثانية، تأسست في (5 شوال 1319هـ - 15 يناير 1902) وتم أمرها في عام 1926 م؛ على يد الملك عبد العزيز بن عبد الرحمن بن فيصل آل سعود الذي تمكن من استعادة مدينة الرياض ليؤسس المملكة العربية السعودية (الدولة السعودية الثالثة). |